# Chaetomium multispirale
Chaetomium multispirale är en svampart som beskrevs av A. Carter, R.S. Khan & P.E. Powell 1982. Chaetomium multispirale ingår i släktet Chaetomium och familjen Chaetomiaceae.   Inga underarter finns listade i Catalogue of Life.